# لانگوال
لانگوال (به آلمانی: Langewahl) یک شهر در آلمان است که در اودر-اشپری واقع شده‌است. لانگوال ۸۳۷ نفر جمعیت دارد.